# Hamish MacInnes
Hamish MacInnes (Gatehouse of Fleet, 7 de julio de 1930 - Glen Coe, 22 de noviembre de 2020) fue un alpinista, explorador, buscador y autor británico. Ha sido descrito como el "padre del rescate de montaña moderno en Escocia". Se le atribuye la invención del primer piolet totalmente metálico y una camilla de aleación plegable liviana del mismo nombre llamada camilla MacInnes, ampliamente utilizada en rescate de montaña y helicóptero. Fue asesor de seguridad en las montañas de varias películas importantes, como Monty Python y el Santo Grial, The Eiger Sanction y The Mission. Su Manual Internacional de Rescate de Montaña de 1972 se considera un manual en la disciplina de búsqueda y rescate de montaña.

## Primeros años
MacInnes nació en Gatehouse of Fleet, en el histórico condado de Kirkcudbrightshire en Galloway, Escocia, el 7 de julio de 1930. El apellido de su padre era McInnes pero Hamish, (según su obituario en The Times) "más tarde adoptó la ortografía escocesa más distintiva del apellido". Era el hijo menor de cinco hermanos. Tenía tres hermanas y un hermano dieciocho años mayor que él. Su padre sirvió en la policía china en Shanghái, luego regresó para unirse al ejército británico y al ejército canadiense durante la Primera Guerra Mundial. Había servido en el servicio nacional, poco después de la Segunda Guerra Mundial, con un despliegue en Austria.

## Montañismo y rescate en montaña
MacInnes estuvo expuesto al montañismo a una edad muy temprana y, a los 16 años, ya había escalado el Matterhorn. También había construido un automóvil desde cero a la edad de 17 años. En 1953, cuando tenía 23 años, intentó escalar el Monte Everest con su amigo Johnny Cunningham y casi lo logró antes de que Edmund Hillary y Tenzing Norgay escalaran la montaña. Continuó para completar el primer ascenso invernal de Crowberry Ridge Direct y de Raven's Gully en Buachaille Etive Mòr en las Tierras Altas de Escocia, con Chris Bonington en 1953.  También formó parte del grupo que escaló el Pilar Bonnatti en la Aiguille du Dru, una montaña en el macizo del Mont Blanc de los Alpes suizos. Realizó esta hazaña con una fractura de cráneo que sufrió tras ser golpeado por una caída de rocas.
Se destaca por traer muchas innovaciones al equipo de montañismo, incluido el diseño del primer piolet totalmente metálico. Se le atribuye la introducción del piolet corto y el martillo con picos inclinados para el trabajo de invierno escocés a principios de la década de 1960. También fue pionero en la exploración de los acantilados de Glen Coe para el trabajo de invierno con la Escuela de Escalada de Invierno de Glen Coe y dirigió el equipo de rescate de montaña de la zona desde 1961. Se le reconoce por haber desarrollado el rescate de montaña moderno en Escocia, estableciendo la Asociación de perros de búsqueda y rescate con su esposa en 1965 y el Servicio de Información de Avalanchas de Escocia en 1988. Inventó la camilla MacInnes del mismo nombre, una camilla de aleación plegable ligera y especializada, que se utiliza para rescates en todo el mundo.
Formaba parte de un equipo de 11 hombres que intentó ser el primero en ascender la cara suroeste del Everest, pero su expedición no llegó a la cima debido al mal tiempo. En 1975, MacInnes fue subdirector de la expedición de Bonington al Monte Everest Southwest Face, que incluía a Dougal Haston y Doug Scott. Se le había encomendado diseñar el equipo para esa expedición. Luego pasó a escalar la proa del monte Roraima en las regiones montañosas de Brasil, Venezuela y Guyana.
Aunque nunca fue miembro oficial, MacInnes escaló mucho con el Creagh Dhu, club de escalada con sede en Glasgow, así como con los clubes rivales de Aberdeen. Unió fuerzas con Tom Patey para hacer la primera travesía invernal de Cuillin Ridge en Skye.
Estuvo involucrado en una serie de películas, como escalador, doble de escalada y oficial de seguridad. También trabajó en la película de 1975 The Eiger Sanction y en la película de 1986 The Mission. Formó parte del equipo de producción de la película Monty Python and the Holy Grail de 1975. Se desempeñó como consultor de montañismo, construyó el "puente de la muerte" de la película y se hizo amigo de la estrella Michael Palin.
Escribió muchos libros sobre montañismo, incluido el International Mountain Rescue Handbook (1972), que se considera el manual estándar en todo el mundo en la disciplina de búsqueda y rescate de montaña, y Call-out: A climber's Tales of Mountain Rescue en Escocia (1973), su relato de sus experiencias al frente del equipo de rescate de Glencoe.
MacInnes adquirió varios apodos dentro de la comunidad del montañismo, los más notables fueron "El zorro de Glencoe" y "MacPiton".
En 1994 MacInnes renunció a su puesto como líder del equipo de Glencoe Mountain Rescue, por la decisión que tomaron sus colegas de dejar que la BBC hiciera un documental basado en su trabajo, sin embargo la decisión cambió y regresó como líder.

## Premios y honores
MacInnes recibió una Medalla del Imperio Británico en los Honores de Año Nuevo de 1962. Fue nombrado Oficial de la Orden del Imperio Británico (OBE) por sus servicios de montañismo y rescate de montaña en Escocia en los honores de Año Nuevo de 1979. Recibió un Doctorado Honorario de la Universidad Heriot-Watt en 1992, Universidad de Stirling en 1997 y Universidad de Dundee en 2004. En 2007 recibió una beca honoraria de la Royal Scottish Geographical Society. Fue incluido en el Scottish Sports Hall of Fame en 2003 y recibió el Scottish Award for Excellence in Mountain Culture en 2008. En 2016 recibió la Medalla del Canciller de la Universidad de las Tierras Altas e Islas.
En 2018, se produjo un documental para la BBC de Escocia, titulado Final Ascent: The Legend of Hamish MacInnes. Presentado por su amigo, Michael Palin, relata la historia de la vida y los logros de MacInnes, y cómo utilizó imágenes de archivo, sus fotografías y sus numerosos libros para "recuperar sus recuerdos y rescatarse a sí mismo".

## Vida personal
MacInnes vivió en Glen Coe durante muchos años. Hasta 1998, residió en "Allt Na Reigh", una cabaña dentro de la cañada que posteriormente fue comprada por Jimmy Savile, una personalidad de los medios ingleses en desgracia. MacInnes luego continuaría diciendo que fue engañado por Savile, y suplicaría que la casa, que se creía que no había sido el escenario de ningún delito, no fuera demolida.

### Enfermedad y muerte
En 2014, MacInnes sufrió una infección del tracto urinario que, inicialmente no diagnosticada, lo dejó gravemente confundido y sufriendo delirio. Fue "seccionado" en el hospital psiquiátrico de Belford en las Tierras Altas de Escocia. Desde allí hizo múltiples intentos de escapar, incluida la ampliación del exterior del hospital para pararse en el techo. Después de unos cinco años, se diagnosticó y trató la infección. MacInnes se recuperó, aunque perdió recuerdos de su carrera aventurera que trató de reconstruir leyendo sus relatos sobre ellos.
Falleció el 22 de noviembre de 2020, a los 90 años, en su casa de Glen Coe. Al escribir sobre su muerte, el diario británico The Scotsman dijo: "Nadie ha hecho más para ayudar a poner en marcha la red de esfuerzos de respuesta de emergencia diseñados para mantener a los escaladores fuera de peligro, y parece que MacInnes se complació tanto en ayudar para rescatar a la gente como lo hizo al hacer ascensos récord".